# Adrian von Wrede-Melschede
Adrian Franz Maria Freiherr von Wrede-Melschede (* 18. April 1862 in Champier; † 26. August 1935 im Haus Beeck) war ein preußischer Jurist und Landrat des Kreises Geilenkirchen.

## Leben
Der römisch-katholische Adrian von Wrede-Melschede war ein Sohn des Gutsbesitzers Theodor Ferdinand Freiherr von Wrede-Melschede (1821–1907) und dessen Ehefrau Josephine Mathilde geborene Freiin von Holling (1825–1912). Nach dem Besuch des Görres-Gymnasiums in Düsseldorf und der abgelegten Reifeprüfung im Jahr 1880 absolvierte er u. a. in Freiburg und Bonn ein Studium der Rechtswissenschaften. Am 26. Juli 1884 legte er die Erste Juristische Prüfung ab und wurde im Anschluss am 7. November 1885 Gerichtsreferendar beim Oberlandesgericht Köln. Nach seiner Vereidigung wurde er am 2. November 1885 beim Landgericht Aachen tätig und am 27. Dezember 1887 wurde er Regierungsreferendar bei der Regierung Aachen. Am 11. April 1891 legte er die Große Staatsprüfung ab, worauf er Regierungsassessor mit Beschäftigung bei der Regierung Aachen wurde. Zum kommissarischen Landrat des Kreises Geilenkirchen wurde er am 1. Oktober 1891 ernannt, dem am 4. Dezember 1892 die definitive Ernennung mittels Allerhöchster Kabinettsorder (AKO) zum 21. Dezember 1892 folgte. Nach seiner Charakterisierung als Geheimer Regierungsrat am 19. Januar 1915 wurde er zum 1. Februar 1919 beurlaubt und zum 31. August 1919 auf eigenes Ersuchen mit Erlass vom 14. Mai 1919 in den Ruhestand versetzt.

## Familie

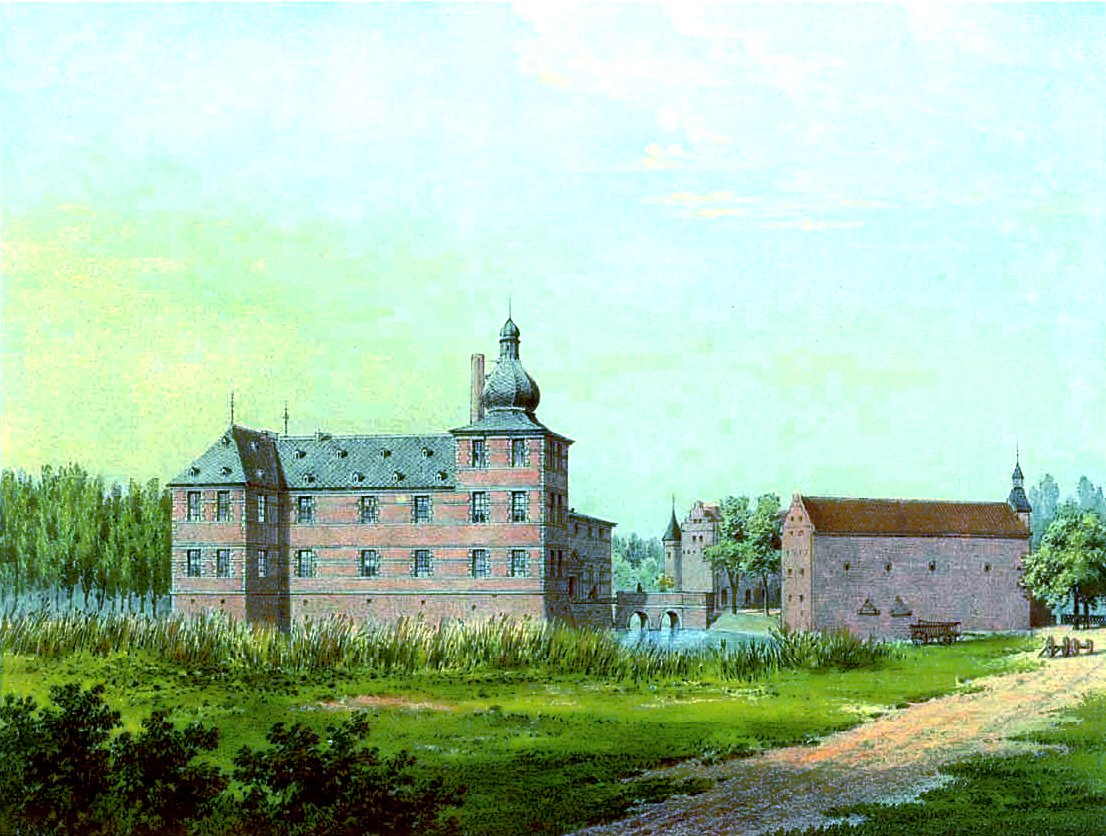
Schloss Leerodt (um 1860)

Adrian von Wrede-Melschede heiratete am 1. Mai 1894 auf Schloss Leerodt Constanze von Schütz (* 31. Januar 1870 in Paderborn; 18. Januar 1870 in Dremmen), Tochter des preußischen Kammerherrn, Rittergutsbesitzers Georg Freiherr Schütz von Leerodt und dessen Ehefrau Anna, geborene Michels.
Ihre beiden Kinder waren Maria Josephine Georgine Constanze Huberta von Wrede (* 15. September 1895 in Geilenkirchen) und Freiherr Hans Egon Ludwig Maria Antonius Aloysius Hubertus von Wrede (* 25. Oktober 1900 in Geilenkirchen).